# المعهد العالي العربي للترجمة
المعهد العالي العربي للترجمة هو معهد تابع للجامعة العربية أنشئ عام 2003 في الجزائر، بهدف تكوين مترجمين محترفين ذوي مستوى عال، وذلك لسد النقص الكبير الموجود في العالم العربي، إضافة إلى التكوين يضطلع المعهد بمهمة إنجاز الدراسات في مجالات الترجمة المتعددة وتوفير المادة العلمية للباحثين والدارسين.

## التاريخ
في يناير 2006م استقبل المعهد أول دفعة من الطلبة، ضمّت 30 طالباً ، 20 منهم لدراسة اختصاص الترجمة التحريرية، و10 للفورية.

## أهداف المعهد
- التكوين ويتمثل في: تكوين في الترجمة الفورية والترجمة التحريرية، وتنظيم دورات تدريبية قصيرة المدى في مجالات الترجمة والمصطلحية لتحسين مستوى العاملين في حقل الترجمة و الميادين المتصلة بها. وتكوين عام ومتخصص في لغات مختلفة.
- البحث والتوثيق ويتمثل في: إعداد برامج بحث ودراسات في علم الترجمة وتكنولوجيا اللغات، وإعداد برامج تكوين في الترجمة التحريرية والفورية، ونشر البحوث والوثائق وتبادلها مع مراكز البحث العربية لأخرى، إنشاء شبكة علمية إقليمية ودولية تساهم، بواسطة ترجمات، في ترقية التراث العربي الإسلامي، إنشاء مخابر للبحث في ميدان الترجمة والعلوم اللسانية، وإجراء مسح للخبرات والطاقات العربية والأجنبية في مجال تدريس الترجمة وإنتاجها، وتنظيم مؤتمرات وندوات حول مواضيع من شأنها أن تدفع بحركة الترجمة، وإصدار سلسلة من الكتب التعليمية حول نظريات ومناهج الترجمة وأساليبها التطبيقية، وتنظيم أيام دراسية دورية ينشطها مترجمون بمناسبة صدور كتب مترجمة بحضور مؤلفيها، وإصدار مجلة فصلية محكّمة للمعهد يشارك فيها المعنيون.
- ترجمة أهم ما كتب عن الترجمة باللغات الأجنبية لتأسيس مكتبة المترجم العربي وتزويده بالمعارف النظرية الضرورية لتكوينه ولممارسة نشاطه.[2]

## الإصدارات

### مجلة معبر
وهي مجلة علمية محكّمة، تصدر عن المعهد العالي العربي للترجمة وتعنى بالترجمة والمجالات ذات الصلة.